# Serjão
Serjão, pseudonimo di Sérgio Luís Maciel Lucas (Sant'Ana do Livramento, 18 settembre 1979), è un ex giocatore di calcio a 5 brasiliano naturalizzato azero.

## Carriera
Serjão inizia la carriera in patria, giocando per diverse squadre brasiliane. Nel gennaio del 2003 viene tesserato dai russi del TTG Jugorsk.
Nel 2005 si trasferisce allo Spartak Mosca, dove ha finito la stagione 2005-2006 come miglior marcatore del torneo. A causa di problemi finanziari del club nell'estate del 2007 lasciò la squadra.
Nel 2008 si trasferisce in Azerbaigian nell'Araz Naxçıvan. Poco dopo riceve la cittadinanza azera e debutta nella nazionale maschile di calcio a 5 dell'Azerbaigian. Insieme ad altri brasiliani naturalizzati, Serjão ha fornito un importante contributo alla qualificazione dei caucasici al campionato europeo del 2010 in cui realizza tre reti.
Nell'estate del 2010 lascia l'Araz per trasferisci nel campionato ucraino nelle file dell'Uragan. Nella stessa stagione diventa il capocannoniere del campionato.